# 司徒雷登
司徒雷登（英語：John Leighton Stuart，1876年6月24日—1962年9月19日），美国基督教长老教会传教士、外交官、教育家。出生於大清杭州，逝世於美国华盛顿特区。燕京大学创办人，中华民国政府迁台前最后一任美国驻华大使。

## 生平

### 第二代美国传教士
司徒雷登的父母都是早期到中国的美南长老会传教士。他的父亲约翰·雷登于1868年只身一人来杭州传教。1876年6月24日，司徒雷登出生于杭州城北部天水桥畔耶稣堂天水堂弄旁的传教士住宅。从血统上说，他是一位纯粹的美国人。但用司徒雷登自己的话来说，自己“是一个中国人更多于是一个美国人”。他会讲一口纯正的杭州话。11岁时到美国弗吉尼亚州上学，在那里曾被人讥笑为不会说英语的怪物。当他在弗吉尼亚州的漢普登-悉尼學院求学期间，受到“学生志愿国外传教运动”的影响，而立志于传教，转入纽约协和神学院。1904年，他结婚后携妻子艾琳·罗德（Aline Rodd）回到杭州，成了第二代美南长老会传教士。
1908年，司徒雷登应邀前往南京，出任金陵神学院希腊文教授。1910年，任南京教会事业委员会主席。辛亥革命时，兼任美联社驻南京特约记者。

### 燕京大学首任校长

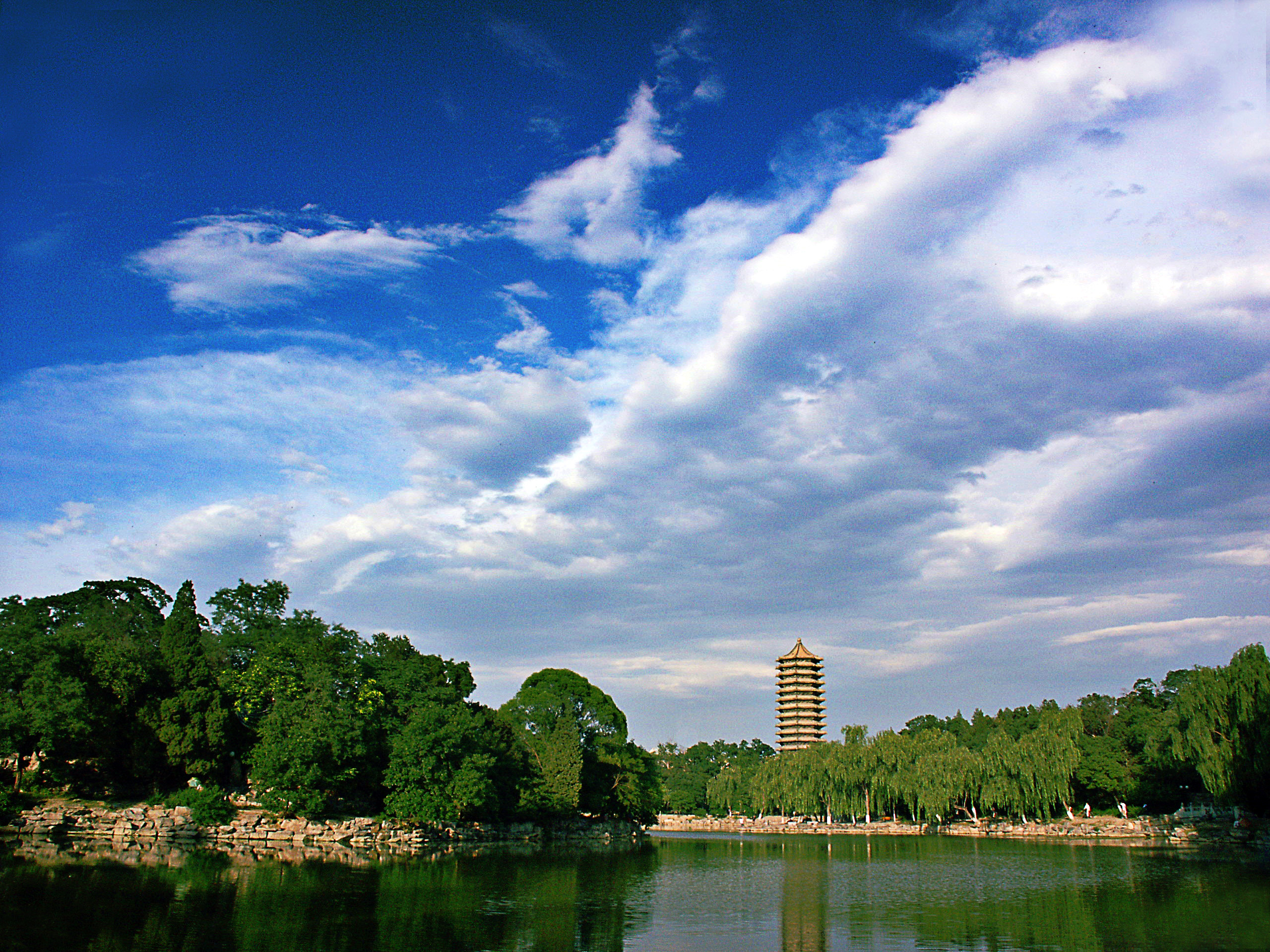
湖光塔影的燕京大学旧址（现北京大学)

1919年1月，司徒雷登被聘请为首任燕京大学校长，作为燕大的长期领导人为该校的发展壮大作出不可磨灭的贡献。司徒雷登四处募捐，张学良曾为此大学捐款。为燕京大学在北京西郊建造了一所宫殿式的美仑美奂的新校园，不惜出重金延请中外著名学者如吴雷川、许地山、邓之诚、郭紹虞、顾颉刚、赵紫宸、容庚、钱穆、吴文藻等人来燕大任教，提升燕大知名度和学术地位。1928年，燕大与哈佛大学合作组成了著名的哈佛燕京学社，促进中美文化交流。到1930年代，燕大已发展成为中国学术水平最高的教会大学。
司徒雷登提倡学术自由，注意与学生、员工互动交流，对学生和蔼可亲，对教职员热情温暖，给许多学生和员工留下深刻印象。司徒雷登同情学生运动，九一八事变后，他甚至亲自带领学生上街游行，高呼抗日口号。
1930年，美国普林斯顿大学授予他荣誉文学博士学位。1933年，受美国总统罗斯福召见，听取他对中国时局的意见。
1941年太平洋战争爆发，他被日军关押在北京，直到1945年8月获释，继任燕大校长（后为校务长）到离开中国。
这期间燕大也被迫迁往成都，借用华西协和大学的校园。

### 美国驻华大使
1945年秋天重庆谈判期间，曾被毛泽东宴请。1946年7月10日，美國總統杜魯門任命燕京大學校長司徒雷登為美國駐華大使:8101。任期恰好是整个国共内战时期（1946年－1949年），同时仍担任燕大校务长之职。7月15日，司徒雷登由北平飛往南京:8105。7月19日，司徒雷登在廬山牯嶺蔣介石行館向蔣呈遞國書，7月20日司徒雷登返回南京:8108。11月4日，國民政府代表外交部長王世、外交部條約司司長王化成與美國政府代表駐華大使司徒雷登、美國簽約全權代表駐天津總領事施麥斯在南京簽訂《中美友好通商航海条约》，凡30條:8200。
作为一名外交界新手，却要应付当时复杂的国内外局势，他一厢情愿地希望能将二战结束后的中國引向和平建設的方向，但其努力既不可能被国共双方所真正接受，也從未得到美国政府信任。1947年1月15日，蔣介石與司徒雷登會晤，提出政府決定恢復和談四點方案；蔣請司徒雷登與在南京之中共代表接觸，以探知中共方面態度:8266。1月18日，司徒雷登面見蔣，告以中共對政府和談方案之答覆通知:8269。1月21日，國民政府秘書沈昌煥將和談聲明（即《和平方案》四條）送交司徒雷登，請轉致中共:8271。1月22日，蔣邀晤美國駐華大使司徒雷登，商談為促中共恢復和談事宜；1月23日，司徒雷登派其私人顧問傅涇波持政府聲明赴中共辦事處，面交王炳南:8271。1月29日，司徒雷登面見蔣，告以美國決定退出軍事三人小組與軍調部:8274。2月3日，美國駐華大使館否認司徒雷登參加中國政府改組之任何工作，並稱：大使與中國各方政界人物之接觸，乃其例行公事:8279。2月6日，蔣接見美國駐華大使司徒雷登，聽取報告北平軍調處結束與遣返國共雙方人員事宜:8280。2月16日，蔣接見司徒雷登，商談政府對目前經濟緊急措施:8288。3月4日，司徒雷登設宴為中共聯絡處人員餞行，董必武、王炳南、梅益、章文晉應邀赴宴；3月5日，董必武、王炳南、章文晉等至美國大使館向司徒雷登辭行:8303。4月10日，司徒雷登辭去燕京大學校長職務:8332。5月1日，司徒雷登在山東大學演講，學生代表當面遞抗議書，抗議美軍強駐中國:8346。5月22日，司徒雷登在漢口對記者稱「美國『無意干涉』中國內政，亦『不願支持』中國內戰延長」:8359。5月30日，民盟領導人黃炎培會晤美國大使司徒雷登，就時局問題交換意見:8364。
1947年6月18日，美國大使司徒雷登報告國務院，南京政府官員對中共威脅時存戒心，遍布失敗情緒，自由與糧食為人民怨忿政府之重心；中共之成功，多由於中國國民黨之無能與腐敗:8372。6月19日，蔣接見司徒雷登，告以東北戰局，並詢問美國對華政策；司徒雷登表示將電政府請示:8372。7月6日，司徒雷登以國務卿馬歇爾函轉蔣，稱對中國情形深為「關懷」與「憂慮」，但中國問題之根本解決，在中國人自身，美國僅能在援助實際有效時，作一援助；司徒雷登並再勸蔣徹底全面改革:8379。7月15日，蔣會見司徒雷登，表示歡迎魏德邁使華，承認人民對政府不滿主要是因為經濟原因:8383。7月31日，司徒雷登設午宴招待民盟負責人，交換對於和平問題之意見:8391。8月10日，蔣會見司徒雷登；司氏表示現政府必須改革政治、軍事，方可得到美國援助；蔣表示他將考慮司氏提議，並稱將請求魏德邁任顧問:8395。8月15日，蔣接見司徒雷登，商談美國對華援助問題:8397。8月25日，蔣召見司徒雷登私人顧問傅涇波，詢問委魏德邁發表聲明，是不是美國真想逼他（蔣）下台:8401。12月10日，司徒雷登代表美國總統杜魯門舉行茶會，將豐功勳章授予孫立人:8468。
1948年6月30日，美國駐華大使司徒雷登向其本國政府報告稱：「如果沒有持續不懈的美國指點，軍事情形不可能改善，這比任何時候都更明顯了。然而日益高漲的反美情緖提醒我們，假如不顧其他因素給予支援，其結果只能使局勢更加惡化。」:86297月3日，外交部長王世與美國大使司徒雷登簽訂《中美關於經濟援助之協定》，規定：美國援華四億美元，其中經濟援助2.75億美元，特種贈給予1.25億美元；美國對於中華民國政府之財政經濟有最高監督權和決定權，在中國執行監督之美國人員均享有「治外法權」待遇；美國可以在中國取得它所需要之任何戰略物資；中華民國政府允改善對外商務關係，接待美國代表團並協助其執行任務；一切執行細節須中美雙方代表協議，美方保留隨時停止援助之權:8633。7月6日，美國駐華大使司徒雷登向美國國務卿報告，說在過去一個月裡，南京政府之威信和權力「低落到前所未有的程度」，鑒於蔣介石不能以其權力改善時局，「地方軍政長官被迫考慮區域諒解或組織區域政治結合以應付南京政府失敗或權力崩潰的局面。......現在尚不能預計什麼事件會使總統與任何可能的區域領袖間發生分裂」:8632。8月13日，美國駐華大使司徒雷登偕美國西太平洋艦隊司令白吉爾，赴廬山與蔣秘密商談；美援運用委員會與美國經濟合作總署中國分署舉行聯席會議，討論美援物資棉、糧、油料之運用問題:8658。11月6日，司徒雷登報告美國國務院，謂中國局勢惡化，任何軍事援助亦於事無補，「因此，我們非常不願意地得出這樣的結論：國民黨現政府之早日崩潰是不可避免的了」:8720-8271。

### 離開中國大陸
1949年1月3日，美國駐華大使司徒雷登就蔣元旦文告向美國國務院報告觀感，認為該文告「含有一個強大的統治者以仁慈的口吻對待其厭煩叛徒之意味......在某種意義上，彼已表示讓步，但並未繼予充分之退讓」；司徒認為：蔣之辭職表示，是很勉強的:8768。
1949年3月9日，李宗仁派人傳訊給南京司徒雷登大使：蘇聯副國防部長朱可夫由少數蘇聯參謀協助，指導中共戰略已有數月；司徒雷登說，他後來知道信使是李明陽，他最近才代表李宗仁去見共黨將領陳毅:84。4月22日，美國國務院指示司徒雷登大使，在中共接管南京時，與各国一致留在南京，但於中共已鞏固在南京建立政權後，應即離開南京，返美述職；離開中國應即返回美國，不能途經廣州或台灣:120。司徒雷登坚持要留在南京美国大使馆。5月10日，司徒雷登由其秘書傅涇波向中共南京方面表示，他希望會晤南京市軍管會外事處長黃華，並願意繼續當大使和中共方面辦交涉，並修改商約:8909。中共中央當天電復南京市委，同意黃華與司徒雷登見面，「以偵察美國政府之意向為目的」，「與司徒談話應申明是非正式的」，如司徒雷登態度友善，「應取莊重而友善的態度」:8909。6月9日，美國駐北平總領事館報告美國國務院，司徒雷登大使華籍秘書傅涇波應中共南京軍事管理委員會外事處長黃華之請，去拜訪黄华，黃提及傅涇波前次會談所問，中共是要先共產主義化，或先工業化之問題，他無法回答:179。6月16日，美國國務院在華府指示司徒雷登大使在適當時機返美述職，認為司徒大使返美前赴廣州與公使克拉克磋商有其益處，但訪問廣州便須拜會李宗仁及其他政府高級官員，如此必然引起揣測和錯誤解讀，請司徒大使和克拉克提供建議:183。6月18日，美國國務院內部，已有人主張承認中共，司徒雷登大使由南京到上海，且發表其即將回國，作承認中共之建議:215。6月19日，美國駐廣州總領事館同意美國國務院看法，司徒大使訪問廣州會引起揣測及錯誤解讀，不論中共態度如何，相信司徒大使訪問廣州造成之反響之不利，遠超過返美前與我磋商之益處；美國政府派一等秘書史特朗跟政府撤到重慶，已經給国民政府相當鼓舞，讓司徒大使訪問廣州便做過頭了:185。6月30日，美國駐南京大使館向美國國務院報告6月28日與中共外事聯絡室主任黃華會晤，黃提議司徒雷登大使返美述職前巡視燕京大学，可能是毛泽东與周恩来意思；如去北平，不免會也有也應去廣州之議論，可能造成謀和姿態，無理干預中國內政，並可能使中共誤解，提高中共及毛澤東在國內及國際聲望，對美國而言，帶有下一步便是承認中共政權之意義:187。司徒雷登没有这样做。6月30日，毛澤東發表文章《論人民民主專政》，宣告中華人民共和國的外交原則完全倒向以蘇聯為首的社會主義陣營一邊，美國國務院遂放棄建交的努力。7月1日，美國國務院指示司徒雷登大使，經過最高層級考慮，不論在任何情況下不能過訪北平:188。
1949年7月11日，美國駐南京大使司徒雷登請美國國務院批准他7月18日離開南京返美，美國國務卿艾奇遜與杜魯門談話，杜魯門同意司徒雷登大使在返美之前訪問廣州至為重要和適切；7月12日，美國國務院批准司徒雷登大使7月18日離開南京前往琉球，並指示司徒大使把其他同行人員，包括華人秘書傅涇波留在那霸，只帶空軍武官和機員飛往廣州，杜魯門與艾奇遜同意司徒大使到琉球後轉飛廣州訪問，因為大使已經與駐在國政府長期沒有接觸:195。7月12日，南京司徒雷登華人秘書傅涇波與黃華會晤:196。
7月14日，司徒雷登在南京提報一份「美國對華政策應衡量之因素」筆記備忘錄，列出未來制定政策之思考方向：一、對中共本質不要有任何幻想，它與馬列主義已完全融合；二、對中共的教條與實務，必須把狂熱的民族主義納入考慮；三、在社會的覺醒階段，中共最長於表達，是具有強大動力的發言人；四、往日有關美國採取或介入，是否可能改變情勢的發展，使它比現在的情況為佳，那已經是學術性的問題，失去意義；在可預見的將來，美國的進一步援助或介入已不可能；五、中國呈現的情勢與歐洲一樣是理念的衝突；六、從美國的觀點看，在目前的條件下，要應付中國的難題，最接近理想的方式是組成一個真正的聯合政府，由中共佔三分之一，國民黨革命委員會佔三分之一，民主人士佔三分之一，三派各有權力與責任；如果此計不成，退而求其次是增強非共人士在共黨支配之政府內的實力；七、美國對中國情勢最應關心者不是貿易、不是維持更多文化活動，而是它對世界和平的威脅；八、情勢的表面可能並不如假定的那樣壞，美國的努力可能並未白費，中國對美國仍有廣泛的友好感情，和對蘇聯的恐懼；九、面對中國的情勢，美國可用的兩大政策工具之一即宣傳，美國只要根據事實宣揚就行，例如，廣為傳播蘇聯之作為，美國對中國傳統的友善，及美國為和平所作的努力；十、第二大工具為經濟，外貿及經濟，外貿及經濟援助對中國的重要性遠超過美國；十一、因為對正在籌組之中國新政府的承認問題之廣泛興趣，似應教育中國民眾，使他們瞭解要怎樣做才能走到承認的地步；十二、美國要採取一種冷漠、關切的態度，使中國知道它與其他國家，特別是美國往來的必要性，遠超過這些國家與中國的貿易及其他關係:199-200。
7月18日，司徒雷登在南京報告美國國務院，他同意國務院訓令他不宜訪問北平求見毛澤東之決定，也日益相信此時訪問廣州，從各個角度看都是不可取，並應避免，中共領袖絕對不能原諒，將使他完全喪失在中國之任何可能用處，在上海、漢口、南京及北方城市之美國人，將面臨更大困難，將在李宗仁聲望下降之際，增強蔣之勝利與聲望；他拒絕接受邀請訪問北京，使毛澤東與周恩來大失面子，並認為這是美國政策之明白跡象:203-204。7月20日，美國國務院撤銷前電要求司徒雷登大使由琉球赴廣州之指示，訓令司徒大使在琉球與克拉克公使會商國府最近發展後便返美:207。8月2日，司徒雷登始离开南京返美:231。8月5日美國國務卿迪安·艾奇遜發表《中美關係白皮書》，表示中國國民黨在國共內戰的失敗與美國無關。司徒雷登並不知曉此時美國國務院的態度，在回國途經沖繩島時擅自發表聲明，稱美國應承認中國共產黨領導的新政權並與其保持商務關係。美國國務院對此十分不滿，因此對司徒雷登下達「禁言令」，不准他再擅自發表任何言論。8月8日，毛澤東寫了一篇文章《別了，司徒雷登》，文中借他對中國國民黨的統治和美國政府的對華政策極盡諷刺，此文在日後的中國大陸相當知名。1950年，美國駐華大使館於臺北由原總領事館升格改組而復館，但由於司徒大使的健康因素與時局考量，暫由臨時代辦藍欽繼續辦理使事。1952年11月28日，他正式辞去大使，原駐臺北代辦藍欽也因而接替司徒雷登，升格為大使。

### 晚年及移葬中国
他回到美国后被麦卡锡主义者骚扰。1949年12月，罹患脑血栓导致半身不遂和失语症，由其學生兼私人秘書的傅泾波和家人照顾其起居。1962年9月19日，他在华盛顿病故。他曾经说：“与其说我是美国人，不如说我是中国人，我对中国和中国人民有很深的感情。”并且一直希望能够将骨灰送到中国，埋在燕京大学校园内，并就此立下遗嘱。
在其逝世后，傅泾波于1973年和1984年两次访问北京市，均向有关当局提出将司徒雷登骨灰回葬燕园之事。傅泾波在1986年还为此事请中国驻美大使递信给邓小平。1986年6月，经中共中央书记处批准，北大校务委员会主任王学珍去信同意司徒雷登骨灰以原燕京大学校长名义安葬于临湖轩。“不料，一群‘马列主义老太太’联名反对，事情不得不搁置。”燕大校友王百强回忆，有人联名上书反对安葬。为首的上书者，正是司徒雷登当年一位秘书的遗孀。反对的主要原因是因为司徒雷登是毛泽东点名批评的人。于是，1987年4月，中国驻美使馆正式通知傅泾波，此事因故暂缓办理。
傅泾波1988年去世，其子傅履仁接力为司徒雷登归葬之事奔走，利用其华人领袖身份推动美国官方多次与中方商谈此事。1999年，北京大学管理层重新研究了司徒雷登归葬燕园，同意再次上报中央乞准，但因美国轰炸中国驻南联盟大使馆事件再次搁置。
2001年，杭州市文物部门以240万元人民币购得司徒雷登故居的房屋产权，并在其基础上复建。2006年5月，时任浙江省委书记习近平访问美国，傅履仁应邀出席其中一场宴会，席间主动向习近平提出请求安葬司徒雷登骨灰，不久即获得浙江省外办应允。2008年11月18日，司徒雷登的骨灰正式移葬杭州半山安賢園生态公墓文星苑。

## 评价

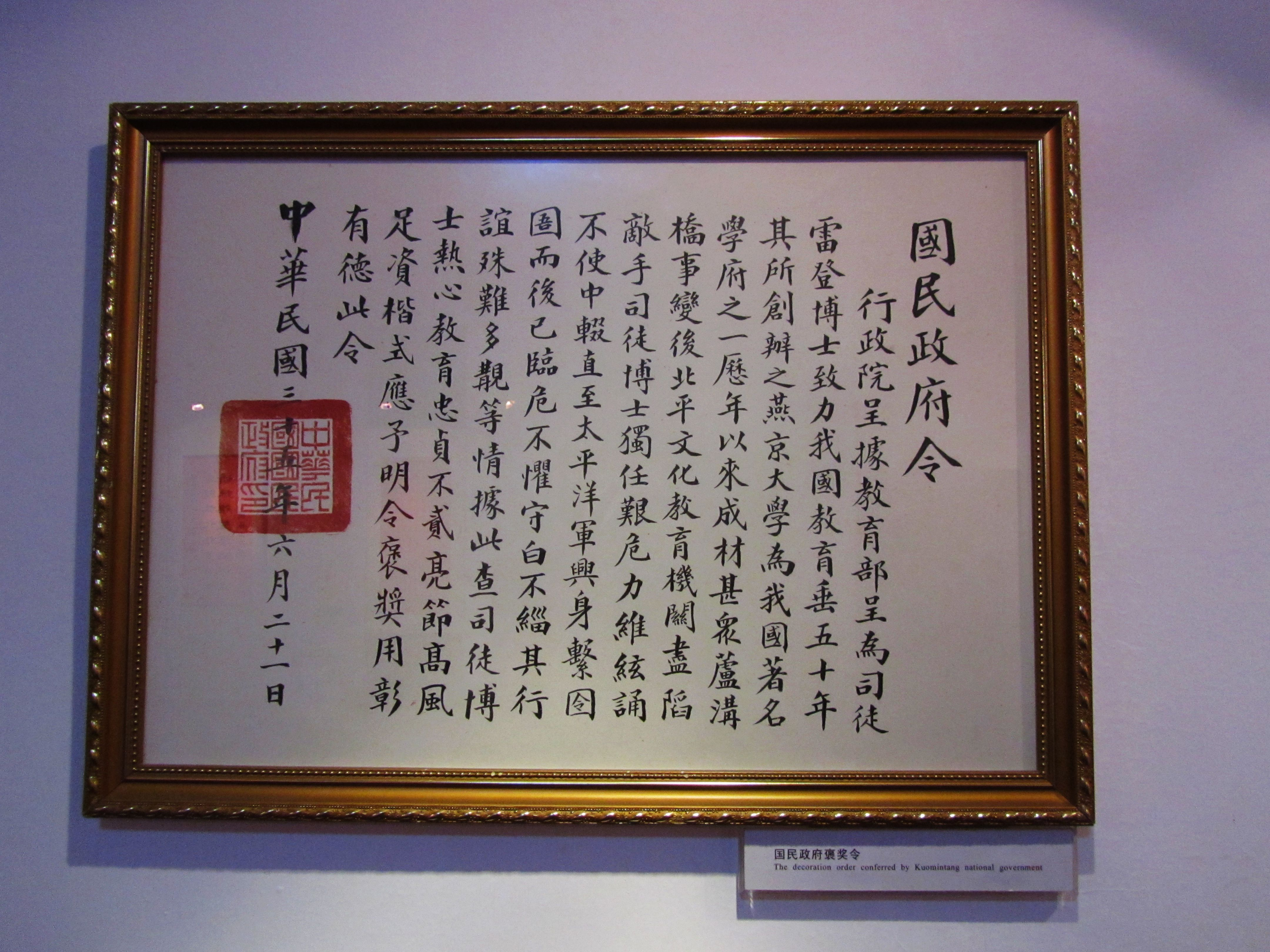
1946年6月国民政府颁发给司徒雷登的褒奖令。

闻一多在《最后一次讲演》中一整段谈司徒雷登，这段话如下：「现在司徒雷登出任美驻华大使，司徒雷登是中国人民的朋友，是教育家，他生长在中国，受的美国教育。他住在中国的时间比住在美国的时间长，他就如一个中国的留学生一样，从前在北平时，也常见面。他是一位和蔼可亲的学者，是真正知道中国人民的要求的，这不是说司徒雷登有三头六臂，能替中国人民解决一切，而是说美国人民的舆论抬头，美国才有这转变。」
1949年8月8日，中国共产党领导人毛泽东寫了一篇《别了，司徒雷登》，由新华社播发，文中借司徒雷登的離任對中国国民党在大陆的失败和美國政府對華外交的失策極盡諷刺。这篇文章在1949年后曾很长一段时间被收入中国大陆的中学语文课本，成为脍炙人口的一篇文章，这使司徒雷登在中国大陆比在美国更为知名，1949年后在大陆成长起来的人中，普遍知道司徒雷登这个名字。他被长期當作是美国政府对华政策失败的代表人物。:1491
后来的中国大陆官方媒体（中央电视台、北京电视台等）及互联网上也有不少声音为其伸张。
历史学家林孟熹这样评论他：“整个20世纪大概没有一个美国人像司徒雷登博士那样，曾长期而全面地捲入到中国的政治、文化、教育各个领域，并且产生过难以估量的影响。”
作家冰心谈及燕京大学往事时曾说：“我就不爱听什么‘别了，司徒雷登’，人家司徒雷登帮过很多进步学生，好几个人都是坐着他的车才去了解放区。应该感谢每一个帮助自己的人，忘恩负义不好。”。司徒雷登本人則擔當過冰心結婚時的婚禮主持人。
作為蔣宋美齡親信及蔣介石麾下得力幹員之一的黃仁霖，曾擔任過勵志社工作的他，也是一位虔誠的基督徒，他在他的回憶錄中評論到“司徒雷登是一個著名的傳教士和教育家。他實際上是北平燕京大學的創辦人，曾經出過一番力，因此他被中國政府和人民所推重，但他的政治見識和經驗卻很有限而且非常幼稚。”傅斯年回代總統李宗仁和談的信中說：「司徒大使實一糊塗人，傅涇波尤不可靠，彼等皆不足代表美國，今日希望以美國之助，與共產黨取和乃絕不可能之事也。」

## 著作
- 《新约希汉英辞典》（Greek-Chinese-English dictionary of the New Testament，1918年)
- 《司徒雷登日记》
- 《在华五十年》（Fifty years in China）